# Systenoides paraguayensis
Systenoides paraguayensis är en tvåvingeart som beskrevs av Stefan Naglis 2002. Systenoides paraguayensis ingår i släktet Systenoides och familjen styltflugor.
Artens utbredningsområde är Paraguay. Inga underarter finns listade i Catalogue of Life.